# Художественный музей Рейкьявика
Художественный музей Рейкьявика (исл. Listasafn Reykjavíkur) — художественный музейный комплекс в Рейкьявике, столице Исландии, открытый в 1973 году. Является крупнейшим выставочным комплексом в стране. Занимает три здания: Хабнархус у Старой гавани, Кьярвальсстадир в парке Кламбратун и Аусмюндарсабн в Лёйгардалюре.

## Общие сведения
Музей обладает самой большой коллекцией произведений искусства в Исландии и самым большим галерейным пространством в стране. На площади более трёх тысяч квадратных метров ежегодно проводится более двадцати выставок — от объёмных выставок из собраний музея до инсталляций современного искусства молодых художников со всего мира. Администрацией поощряются различные мероприятия, связанные с искусством, семейные программы, а также экскурсии для учеников и студентов. Музей активно участвует в совместных амбициозных проектах и фестивалях в области музыки, кино, дизайна, танцев, драмы и литературы.
Музей отвечает за сохранность городских собраний произведений искусства, а город Рейкьявик отвечает за управление и финансирование музея. Музейный комплекс состоит из пяти отдельных художественных объектов:
- Общая коллекция произведений искусства Рейкьявика, включая работы под открытым небом в Рейкьявике;
- Коллекция Эрро;
- Коллекция Кьярваля;
- Музей скульптуры Аусмюндюра Свейнссона;
- Коллекция отдела архитектуры.

Музейные произведения искусства также выставлены в общественных зданиях и на открытых площадках по всему городу.

## Кьярвальсстадир
Кьярвальсстадир (Kjarvalsstaðir), самое первое здание музея. Открыт в 1973 году. Назван в честь исландского художника Кьярваля (1885–1972). Его работы составляют значительную часть коллекции Музея искусств Рейкьявика. Кьярваль был живой легендой, богемным романтиком, который во многих своих картинах запечатлел красоту и загадочность родной земли. Здание музея окружено парком Кламбратун и находится недалеко от центра Рейкьявика. Это первое в своем роде здание в Исландии, специально предназначенное для выставок изобразительного искусства. Помимо постоянной экспозиции с работами Кьярваля, в музее проходят временные выставки работ местных и зарубежных авторов с акцентом на произведениях XX века.

## Аусмюндарсабн
Аусмюндарсабн (Ásmundarsafn) открыт в 1983 году. Собрания музея включают скульптуры и рисунки Аусмюндюра Свейнссона (1893–1982). Работы в музейной экспозиции охватывают весь творческий путь Аусмюндюра и представлены как тематически, так и вместе с работами других авторов. Асмундур был одним из пионеров исландской скульптуры. Его работы выставлены как внутри, так и снаружи здания музея, который является бывшим домом и мастерской скульптора. Аусмюндюр спроектировал и построил этот дом сам в 1942—1950 годах. В архитектуре он играет с темой арабской культуры и средиземноморским влиянием. Сад скульптур вокруг музея с работами Аусмюндюра открыт для публики в течение всего года.

## Хабнархус
Хабнархус (Hafnarhús от höfn — «гавань, порт») — бывший портовый склад, построенный в стиле модернизма по проекту пионера исландской архитекторы Сигюрдюра Гвюдмюндссона (Sigurður Guðmundsson; 1885—1958) в 1933—1939 годах. В 1957—1958 годах здание было расширено.
В 1998—2000 годах была проведена реновация здания для размещения Музея искусств Рейкьявика. Реновация выполнена по проекту архитекторов Маргрет Хардардоуттир (Margrét Harðardóttir) и Стива Кристера (Steve Christer) из фирмы Studio Granda, спроектировавших ранее ратушу Рейкьявика и здание Верховного суда Исландии. Музей открыт в апреле 2000 года. Во время реновации были предприняты меры по сохранению оригинальной архитектуры здания.
Музей состоит из шести галерей, внутреннего двора и многоцелевого зала, где проходят самые разные мероприятия — от рок-концертов до чтения стихов. Постоянная экспозиция Хабнархуса основана на коллекции произведений искусства и книг исландского художника Эрро (род. 1932), представителя поп-арта, который длительное время жил и работал в Париже.
В музее проводятся различные выставки современного искусства.